# Gangawali, Khanapur
Gangawali là một làng thuộc tehsil Khanapur, huyện Belgaum, bang Karnataka, Ấn Độ.